# Jogos Mundiais Militares de 2019
Os Jogos Mundiais Militares de 2019 ocorreram entre os dias 18 de Outubro de 2019 e 27 de Outubro de 2019 na cidade de Wuhan, na China. Os jogos contaram com a presença de 9308 atletas de 109 países.Os chineses ficaram em primeiro lugar no quadro geral de medalhas, à frente da delegação russa, no segundo lugar, e dos brasileiros que ficaram em terceiro.
O Brasil participou com 352 atletas, que competiram por medalhas em 29 modalidades. São militares de carreira e, na sua maior parte, integrantes do Programa de Atletas de Alto Rendimento (PAAR) do Ministério da Defesa.
As equipes militares brasileiras, com o apoio do Ministério da Defesa, das Forças Singulares, da Comissão Desportiva Militar do Brasil (CDMB) e das Comissões de Desportos da Marinha, do Exército e da Aeronáutica, cumpriram intenso ciclo de planejamento e de preparação, quer no campo logístico e administrativo, quer no campo do treinamento intensivo. Esse esforço implicou na participação em inúmeros grupos de trabalho, visitas, reconhecimentos, análises de risco e uma gama diversa de atividades voltadas para garantir o melhor desempenho de nossa delegação, com a finalidade de permitir que nossos atletas estivessem no ápice de sua performance nos Jogos.
O objetivo da delegação brasileira para os Jogos Mundiais Militares foi atingido, com a manutenção do Time Militar Brasil, ao final da competição, entre as três maiores potências desportivas militares entre todas as nações que integram o Conselho Internacional do Esporte Militar (CISM). Foram 88 medalhas conquistadas: 21 de ouro, 31 de prata e 36 de bronze.
No paradesporto, foram três medalhas de ouro, duas no arremesso de peso e outra no tiro com arco misto. Destaque para o porta-bandeira do Time Militar Brasil nos 7° Jogos Mundiais Militares, que foi o Soldado Ottoni, paratleta e um dos medalhistas, representando a superação e a inclusão social por meio do esporte.
A exemplo das edições anteriores dos Jogos Mundiais Militares, essa importante competição internacional foi tratada pelo Ministério da Defesa como uma etapa fundamental na preparação de nossos atletas militares para os Jogos Olímpicos Tóquio 2020 e Paris 2024.

## Quadro de medalhas
País sede destacado.
| Ordem | País            | Medalha de ouro | Medalha de prata | Medalha de bronze | Total |
| ----- | --------------- | --------------- | ---------------- | ----------------- | ----- |
| 1     | China           | 133             | 64               | 42                | 239   |
| 2     | Rússia          | 51              | 53               | 57                | 161   |
| 3     | Brasil          | 21              | 31               | 36                | 88    |
| 4     | França          | 13              | 20               | 24                | 57    |
| 5     | Polónia         | 11              | 15               | 34                | 60    |
| 6     | Alemanha        | 10              | 15               | 20                | 45    |
| 7     | Coreia do Norte | 9               | 8                | 15                | 32    |
| 8     | Bahrein         | 9               | 1                | 7                 | 17    |
| 9     | Uzbequistão     | 8               | 7                | 5                 | 20    |
| 10    | Ucrânia         | 5               | 13               | 15                | 33    |